# Taiko no Tatsujin
Taiko no Tatsujin (jap. 太鼓の達人) ist eine Musikspielreihe von Namco. Der erste Titel erschien 2001 als Arcade-Automat. Ab 2002 sind Umsetzungen für Heimkonsolen erschienen: Zunächst für PlayStation 2, später für PlayStation Portable (2005) und Nintendo DS (2007). Es gab zahlreiche Veröffentlichungen in Japan und eine in Nordamerika unter dem Namen Taiko: Drum Master. Der Spieler benutzt einen simulierten Taikotrommel-Controller, um die Schlaginstrumentnoten eines gewählten Musikstücks zu spielen, während sie auf dem Bildschirm erscheinen. Für die PlayStation 2 gibt es den Tatacon, das ist ein 1000 g schwerer Controller, der wie die Oberseite einer Taikotrommel aussieht und mit zwei Schlägern und einem Tischständer verkauft wird. Über Sensoren können Schläge in vier Bereichen unterschieden werden: Jeweils rechte und linke Seite von Oberfläche bzw. Rahmen.
Die Version fürs Nintendo DS benutzt den Touchscreen. Die Versionen für PlayStation Portable oder Nintendo DS können von vier Spielern gemeinsam drahtlos gespielt werden.

## Spielmechanik
Symbole bewegen sich auf einer horizontal ausgerichteten Zeitachse und zeigen an, wann welche Aktion ausgeführt werden muss. Die Heimversionen unterscheiden zwischen Einzel- und Doppelschlägen, die Arcadeversionen zwischen harten und weichen Schlägen.
In der japanischen Version zeigen Untertitel die Aussprache der Klänge (zum Beispiel „do don do don“) nach dem traditionellen Kuchi-shōga-System (口唱歌) an.
Trotz seiner niedlichen Aufmachung ist das Spiel ziemlich schwierig. Um zu bestehen, muss der Spieler 75 % der Schlagpartitur schaffen. Die höheren Schwierigkeitsgrade (Muzukashii und Oni) und Modifier wie hidden erfordern viel Geschick und Lesefähigkeit.
Gutes Spielen füllt einen Balken auf. Wenn am Ende des Lieds die Anzeige über einem bestimmten Wert liegt, gilt es als bestanden.

## Musik
Die japanische Version enthält J-Pop, Anime-Musik, westliche klassische Musik, traditionelle japanische Festmusik und Videospielmelodien.

## Versionsliste

### Arcade
- 太鼓の達人 (Taiko no Tatsujin)
- 太鼓の達人2 (Taiko no Tatsujin 2)
- 太鼓の達人3 (Taiko no Tatsujin 3)
- 太鼓の達人4 (Taiko no Tatsujin 4)
- 太鼓の達人5 (Taiko no Tatsujin 5)
- 太鼓の達人6 (Taiko no Tatsujin 6)
- 太鼓の達人7 (Taiko no Tatsujin 7)
- 太鼓の達人8 (Taiko no Tatsujin 8)
- 太鼓の達人9 (Taiko no Tatsujin 9)
- 太鼓の達人10 (Taiko no Tatsujin 10)
- 太鼓の達人11 (Taiko no Tatsujin 11)
- 太鼓の達人11 亞洲版 (Taiko no Tatsujin 11 Asiatische Version)
- 太鼓の達人12 (Taiko no Tatsujin 12)
- 太鼓の達人12 亞洲版 (Taiko no Tatsujin 12 Asiatische Version)
- 太鼓の達人12 ド～ン!と増量版 (Taiko no Tatsujin 12 Don~! to Zoryoban)
- 太鼓の達人13 (Taiko no Tatsujin 13)
- 太鼓の達人14 (Taiko no Tatsujin 14)
- 太鼓の達人 (Taiko no Tatsujin)
- 太鼓の達人 ソライロ ver. (Taiko no Tatsujin Sorairo ver.)
- 太鼓の達人 モモイロ ver. (Taiko no Tatsujin Momoiro ver.)
- Wadaiko Master
- 太鼓の達人キミドリ ver. (Taiko no Tatsujin Kimidori ver.)
- 太鼓の達人 ムラサキ ver.  (Taiko no Tatsujin Murasaki ver.)
- 太鼓の達人ホワイト ver.  (Taiko no Tatsujin White ver.)
- 太鼓の達人レッド ver.  (Taiko no Tatsujin Red ver.)
- 太鼓の達人イエロー ver.  (Taiko no Tatsujin Yellow ver.)
- 太鼓の達人ブルー ver.  (Taiko no Tatsujin Blue ver.)

### PlayStation 2
- 太鼓の達人　タタコンでドドンがドン (Taiko no Tatsujin: TATAKON de DODON ga DON)
- 太鼓の達人　ドキッ! 新曲だらけの春祭り (Taiko no Tatsujin: DOKI! Shinkyoku Darake no Haru Matsuri)
- 太鼓の達人　あっぱれ三代目 (Taiko no Tatsujin: Appare Sandaime)
- 太鼓の達人　わくわくアニメ祭り (Taiko no Tatsujin: Waku Waku ANIME Matsuri)
- 太鼓の達人　あつまれ! 祭りだ!! 四代目 (Taiko no Tatsujin: Atsumare! Matsuri da!! Yondaime)
- 太鼓の達人　ゴー! ゴー! 五代目 (Taiko no Tatsujin: GŌ! GŌ! Godaime)
- 太鼓の達人　TAIKO DRUM MASTER (Taiko no Tatsujin: TAIKO DRUM MASTER)
- 太鼓の達人　とびっきり! アニメスペシャル (Taiko no Tatsujin: Tobikkiri! ANIME SUPESHARU)
- 太鼓の達人　わいわいハッピー! 六代目 (Taiko no Tatsujin: Wai Wai HAPPĪ! Rokudaime)
- 太鼓の達人　ドンカッ！と大盛り 七代目 (Taiko no Tatsujin: DON KATSU! to Oomori Nanadaime)

### PlayStation Portable
- 太鼓の達人　ぽ～たぶる (Taiko no Tatsujin: Pōtaburu)
- 太鼓の達人　ぽ～たぶる2 (Taiko no Tatsujin: Pōtaburu 2)
- 太鼓の達人　ぽ～たぶるDX (Taiko no Tatsujin: Pōtaburu DX)

### Nintendo Wii
- 太鼓の達人 Wii (Taiko no Tatsujin Wii)
- 太鼓の達人 Wii ドドーンと2代目！ (Taiko no Tatsujin Wii: Do Don to 2 Daime!)
- 太鼓の達人 Wii みんなでパーティ☆3代目！ (Taiko no Tatsujin Wii: Minna de Party 3 Daime!)
- 太鼓の達人 Wii 決定版 (Taiko no Tatsujin Wii: Kettei-Ban)
- 太鼓の達人 Wii 超ごうか版 (Taiko no Tatsujin Wii: Chougouka-ban)

### Nintendo DS
- 太鼓の達人ＤＳ　タッチでドコドン！ (Taiko no Tatsujin DS: TOUCH de DOKODON!)
- めっちゃ！太鼓の達人ＤＳ　７つの島の大冒険！(Taiko no Tatsujin DS: Nana-tsu no Shima no Daibouken)
- 太鼓の達人ＤＳ 　ドロロン！ヨーカイ大決戦！！(Taiko no Tatsujin DS: Dororon! Youkai Daikessen!!)

### Nintendo 3DS
- 太鼓の達人 ちびドラゴンと不思議なオーブ (Taiko no Tatsujin: Chibi Dragon to Fushigi na Orb)
- 太鼓の達人 どんとかつの時空大冒険 (Taiko no Tatsujin: Don to Katsu no Jikuu Daibouken)
- 太鼓の達人 ドコドン！ミステリーアドベンチャー (Taiko no Tatsujin: Dokodon! Mystery Adventure)

### Nintendo Wii U
- 太鼓の達人Wii U ば～じょん！ (Taiko no Tatsujin: Wii U Version!)
- 太鼓の達人 特盛り！ (Taiko no Tatsujin: Tokumori!)
- 太鼓の達人 あつめて★ともだち大作戦！ (Taiko no Tatsujin: Atsumete★Tomodachi Daisakusen!)

### Playstation Vita
- 太鼓の達人 V バーション (Taiko no Tatsujin: V Version)
- THE IDOLM@STER MUST SONGS 赤盤/青盤 (The Idolm@ster Must Songs Red Album/Blue Album)

### Playstation 4
- 太鼓の達人 セッションでドドンがドン！ (Taiko no Tatsujin: Session de Dodon ga Don!)

### Nintendo Switch
- 太鼓の達人 Nintendo Switchば～じょん！ (Taiko no Tatsujin: Drum 'n' Fun!)
- 太鼓の達人 ドコどんRPGパック! (Taiko no Tatsujin: Rhythmic Adventure Pack)
- 太鼓の達人 ドンダフルフェスティバル (Taiko no Tatsujin: Rhythm Festival)

### Apple Arcade
- 太鼓の達人 PopTapBeat (Taiko no Tatsujin Pop Tap Beat)

### Xbox Series X|S, Xbox One, Windows
- 太鼓の達人 The Drum Master! (Taiko no Tatsujin: The Drum Master!)

## Knetanimation
Seit April 2005 zeigt der japanische Kabelfernsehsender Kids Station dreiminütige Folgen mit den Figuren aus Taiko no Tatsujin.

## Wissenswertes
- Im Spiel Kamen Rider Hibiki kann man den Tatacon-Controller verwenden.
- Die Arcadeversion ist im Film Lost in Translation zu sehen.
- Die Arcadeversion ist in Episode 3 der Animeserie Ore no Imōto ga Konna ni Kawaii Wake ga Nai zu sehen.
- Die Arcadeversion ist in Episode 2 der Animeserie Lucky Star zu sehen. Die Musik ist Hare Hare Yukai aus Die Melancholie der Haruhi Suzumiya.